# Луцюк Віктор Володимирович
Луцюк Віктор Володимирович (нар. 4 червня 1958, смт Іваничі, райцентр Волинської обл.) — оперний співак (тенор). Заслужений артист України (1994). Лауреат Республіканського конкурсу вокалістів «Молоді голоси» (Миколаїв, 1982). Закінчив Харківський інститут мистецтв (1987, кл. Т. Веске). 1986-95 — соліст Дніпропетровського театру опери та балету, з 1996 — Маріїнського театру в С.-Петербурзі.
У концертному репертуарі — твори українських, російських, західних композиторів, народні пісні. Гастролював на оперних сценах Києва, Одеси, Москви, а також Словенії, Німеччини, Франції, Швейцарії, Нідерландів, Італії, Іспанії, Туреччини, США, Японії. Записав на CD партії в операх — «Мазепа» П. Чайковського, «Борис Годунов» М. Мусоргського, «Семен Котко» С. Прокоф'єва («Philips Classics»). Партії: Андрій («Запорожець за Дунаєм» С. Гулака-Артемовського), Петро («Наталка Полтавка» І. Котляревського — М. Лисенка), Володимир Ігоревич («Князь Ігор» О. Бородіна), Само- званенць, Андрій Хованський («Борис Годунов», «Хованщина» М. Мусоргського), Ленський, Герман («Євгеній Онєгін», «Пікова дама» П. Чайковського), Садко, Княжич Всеволод (однойм. опера, «Сказання про невидимий град Китеж» М. Римського-Корсакова), Семен Котко (однойменна опера С. Прокоф'єва), Альфред, Дон Карлос, Манріко, Радамес, Герцог («Травіата», однойм. опера, «Трубадур», «Аїда», «Ріґолетто» Дж. Верді), Лоенґрін (однойменна опера Р. Вагнера), Хозе («Кармен» Ж. Бізе), Пінкертон, Калаф («Чіо- Чіо сан», «Турандот» Дж. Пуччіні) та ін.